# 노병가
노병가는 대한민국의 만화가 김희민이 야후코리아에 연재했던 웹툰이다.
노병가는 대한민국 전의경의 암울한 군 생활을 그대로 잘 표현한 작품이라는 평을 받았다. 의경 기동대의 이야기를 너무 사실적으로 그린 나머지, 당시 흐지부지된 결말을 두고 외압설까지 제기되기도 했다.
이후 패션왕으로 사회적인 신드롬을 몰고온 만화가 김희민의 본격적인 웹툰작가 데뷔 작품으로 알려져 있다.
네이버 웹툰에서 연재되고 있는 뷰티풀 군바리가 이 작품의 성반전 버전이라는 평가를 받고 있으며 실제로도 두 작품이 콜라보레이션을 했다.

## 같이 보기
- 기안84